# リカルド・ビジャ
リカルド・ジュリオ・ビジャ（Ricardo Julio Villa, 1952年8月18日 - ）は、アルゼンチン・ブエノスアイレス州・ロケ・ペレス出身の元サッカー選手。ポジションはミッドフィールダー。「リッキー」の愛称で知られる。

## クラブ経歴
キルメスACでキャリアをスタートさせると、アトレティコ・トゥクマンにラシン・クラブといったアルゼンチンのクラブを渡り歩き、活躍した。
1978年にトッテナム・ホットスパーFCへ同郷のオズワルド・アルディレスと共に移籍した。デビュー戦となったノッティンガム・フォレストFC戦でゴールを決めるなどすぐさまレギュラーを掴んだ。1981年のFAカップ決勝では8分に先制ゴール、76分に逆転ゴールを決め3-2での優勝に大きく貢献した。トッテナムでは公式戦通算179試合に出場し、25ゴールを決めた。
1983年、フォークランド紛争の影響もあり、トッテナムを退団。その後、アメリカ、コロンビアのクラブを経たのち、アルゼンチンのデフェンサ・イ・フスティシアに所属していた1989年に現役を引退した。
2008年2月にはアルディレスと共にトッテナム・ホットスパーFCの殿堂入りを果たした。

## 代表経歴
アトレティコ・トゥクマンに所属していた1975年にサッカーアルゼンチン代表に初招集されると、1978年には1978 FIFAワールドカップの代表メンバーに選ばれた。アルゼンチン代表は初優勝し、自身は2試合に出場した。

## タイトル
トッテナム
- FAカップ:1980-1981

アルゼンチン代表
- FIFAワールドカップ:1978